# Catocala perplexa
Catocala perplexa là một loài bướm đêm trong họ Erebidae.